# شمعية جزرية
شمعية جزرية (الاسم العلمي:Cereus insularis) هي نوع من النباتات يتبع جنس الشمعية من الفصيلة الصبارية.